# Morning Better Last!
Morning Better Last! è un album discografico del gruppo musicale statunitense Dirty Projectors, pubblicato nel 2003.

## Tracce
Testi e musiche di David Longstreth.
1. The Softer Shell – 4:33
2. Brother Had a Birthday – 1:49
3. The Enterprising Catalyst – 2:15
4. Grandfather's Jacket – 2:06
5. After Santa Monica Boulevard – 1:54
6. Dahlonegabhama – 1:44
7. Further On Down the Strip – 1:21
8. Katydids Calling – 2:10
9. Twenty-Foot Stalks (exit 14) – 1:34
10. We Could Cling – 2:25
11. The Love-Prayer Book – 0:37
12. To Give It Weight (Then He Gave It Cartilage) – 2:34
13. Here Comes The Summer King – 2:22
14. Her Freezing and Thawings – 3:38
15. Hildegarde vs. Beach Boys – 1:33
16. We Two Feared the Storm – 2:33
17. How Does My Mind Work? – 3:50
18. I Am Going to See It – 2:31
19. Fake Folks – 2:50
20. The Disordered Sprawl – 1:44
21. Like Once Heated Milk – 5:04
22. O! You Hungering Infants – 1:21
23. Morning Had Better Last! – 0:59